# Epidendrum singuliflorum
Epidendrum singuliflorum är en orkidéart som beskrevs av Rudolf Schlechter. Epidendrum singuliflorum ingår i släktet Epidendrum och familjen orkidéer. Inga underarter finns listade i Catalogue of Life.